# Ty Nikdy
Ty Nikdy (někdy také Ty Nikdy Label, Ty Nikdy Records či TNKDLBL) je česká nahrávací společnost zaměřující se na hip hopovou hudbu. Idea jej založil spolu s DJ Fattem v roce 2006 a krátce na to vydal svůj mixtape Malý Pepek mixtape vol. 1.
Od svého založení v něm působilo již 14 členů (z toho 13 současných) z České republiky s výjimkou Boy Wondera a Martina Matyse, členy ze Slovenské republiky. Na svém kontě má 27 vydaných alb/mixtapeů.

## Umělci
| Jméno         | Rok vstupu | Vydaná alba pod TNKD | Popis |
| ------------- | ---------- | -------------------- | --- |
| Idea          | 2006       | 19                   | Rapper ze Zlína, v roce 2006 toto vydavatelství založil.                                                            |
| Rest          | 2010       | 5                    | Rapper z Prahy, původem ze Slovenska. 27. 10. 2010 vydal pod produkcí DJe Fattea album Premiéra.                    |
| MC Gey        | 2010       | 4                    | Rapper z Pardubic. V roce 2010 vydal své debutové album Turbulence negativních dobrot.                              |
| Paulie Garand | 2010       | 9                    | Rapper z Liberce. Jeho debutové album Harant vyšlo v roce 2010.                                                     |
| Inphy         | —          | —                    | Producent z Boskovic, v současné době DJ pro Ty Nikdy.                                                              |
| DJ Fatte      | 2006       | 17                   | Producent ze Zlína. Pod Ty Nikdy vydal 15 alb, z toho 4 sólová, 6 s IdeaFatte, 2 s Restem, 2 s MC Geyem 1 s Nironic |
| FNTM          | —          | 2                    | Producent ze Vsetína, v současné době DJ pro Ty Nikdy.                                                              |
| Dubas         | —          | —                    | Producent z Holic, v současné době DJ pro Ty Nikdy.                                                                 |
| Kenny Rough   | 2010       | 2                    | Producent z Liberce, v roce 2010 vyšlo jeho album s Ryesem, Páni kluci.                                             |
| DTonate       | 2013       | 1                    | Producent z Olomouce, roce 2020 vydal pod TyNikdy desku FUTUREPROOF.                                                |
| DJ AKA        | 2013       | —                    | Producent a koncertní DJ                                                                                            |
| Boy Wonder    | 2011       | 4                    | Rapper z Trnavy, první slovenský člen Ty Nikdy. Jeho debutové album, Špinavý poet, bylo vydáno 16. 4. 2012.         |
| Martin Matys  | 2017       | 6                    | Rapper ze Slovenska, druhý slovenský člen po Boy Wonderovi. Jeho album Martin vyšlo 26. 2. 2018                     |

### Bývalí členové
| Jméno | Strávené roky | Vydaná alba | Popis |
| ----- | ------------- | ----------- | --- |
| Ryes  | 2008-2011     | 2           | Rapper z Opavy, své debutové album Talamus vydal pod Ty Nikdy 16. prosince 2008, vydavatelství opustil 7. října 2011. |

## Diskografie
Následující seznam je soupis všech alb vydaných pod Ty Nikdy.
| Autor                          | Album                                   | Detaily                      | Označení           |
| ------------------------------ | --------------------------------------- | ---------------------------- | ------------------ |
| Idea                           | Malý Pepek mixtape vol. 1               | - Vydáno: 1. července 2006   | —                  |
| IdeaFatte                      | Mezitím                                 | - Vydáno: 1. dubna 2008      | —                  |
| Ryes                           | Talamus                                 | - Vydáno: 16. prosince 2008  | —                  |
| IdeaFatte                      | Doma                                    | - Vydáno: 1. února 2010      | —                  |
| IdeaFatte                      | Mixtape Plus                            | - Vydáno: 1. července 2010   | —                  |
| Ryes & Kenny Rough             | Páni Kluci                              | - Vydáno: 1. září 2010       | —                  |
| Paulie Garand                  | Harant                                  | - Vydáno: 18. září 2010      | TNKD007 TNDVNL019  |
| Rest & DJ Fatte                | Premiéra                                | - Vydáno: 27. října 2010     | TNKDVNL025 TNKD008 |
| IdeaFatte                      | Dočasně Nedostupní                      | - Vydáno: 1. června 2011     | —                  |
| TyNikdy Label                  | Nohama na Zemi                          | - Vydáno: 10. července 2011  | —                  |
| DJ Fatte                       | Což takhle dát si tesař                 | - Vydáno: 23. srpna 2011     | —                  |
| MC Gey & DJ Fatte              | Imaginarium naprosto běžných podivností | - Vydáno: 8. prosince 2011   | TNKD013 TNKDVNL031 |
| TyNikdy Label                  | Label                                   | - Vydáno: 15. března 2012    | —                  |
| Boy Wonder                     | Špinavý poet                            | - Vydáno: 16. dubna 2012     | —                  |
| DJ Fatte                       | Fatte No More                           | - Vydáno: 16. srpna 2012     | —                  |
| Paulie Garand                  | V hlavní roli                           | - Vydáno: 16. srpna 2012     | —                  |
| Idea                           | Daleko blíž                             | - Vydáno: 12. listopadu 2012 | —                  |
| DJ Fatte                       | Soundtrack                              | - Vydáno: 21. srpna 2013     | —                  |
| BoyBand                        | Best Of                                 | - Vydáno: 1. dubna 2013      | —                  |
| Rest & DJ Fatte                | Střepy                                  | - Vydáno: 1. října 2013      | —                  |
| Paulie Garand & Kenny Rough    | Molo                                    | - Vydáno: 1. března 2014     | —                  |
| BoyBand                        | Galapágy                                | - Vydáno: 15. května 2014    | —                  |
| MC Gey & DJ Fatte              | Opičí král vrací úder                   | - Vydáno: 1. října 2014      | —                  |
| IdeaFatte                      | Rap                                     | - Vydáno: 20. srpna 2015     | TNKDVNL001 TNKD025 |
| Paulie Garand & Kenny Rough    | Boomerang                               | - Vydáno: 20. listopadu 2015 | TNKDVNL024 TNKD026 |
| Boy Wonder                     | Pandúri                                 | - Vydáno: 17. června 2015    | —                  |
| Martin Matys                   | Martin                                  | - Vydáno: 26. února 2018     | TNKD034 TNKDVNL006 |
| DJ Fatte                       | Fade in                                 | - Vydáno: 1. dubna 2018      | TNKD032            |
| Rest                           | Restart                                 | - Vydáno: 20. dubna 2018     | TNKD033            |
| Ty Nikdy                       | Akta X                                  | - Vydáno: 23. října 2018     | TNKD035 TNKDVNL009 |
| Paulie Garand & Kenny Rough    | DANK                                    | - Vydáno: 30. listopadu 2018 | TNKD037            |
| Martin Matys & Kenny Rough     | 20 MPM                                  | - Vydáno: 31. května 2019    | —                  |
| Idea                           | TEMPO                                   | - Vydáno: 21. června 2019    | —                  |
| MC Gey & Krudanze              | RλP-LIFE - EPIZODA 2                    | - Vydáno: 1. října 2019      | —                  |
| Idea                           | TEMPO INSTRUMENTALS                     | - Vydáno: 18. prosince 2019  | —                  |
| Paulie Garand & DJ Wich        | Mezi prsty                              | - Vydáno: 20. května 2020    | —                  |
| Idea                           | O rakvích a lidech                      | - Vydáno: 21. května 2020    | TNKDVNL021         |
| Hey Emil                       | Pegi                                    | - Vydáno: 1. září 2020       | TNKDVNL022         |
| Zerwox                         | Zweihorn Mixtape                        | - Vydáno: 2. září 2020       | —                  |
| DTonate                        | Futureproof                             | - Vydáno: 12. října 2020     | TNKDVNL023         |
| Martin Matys                   | Mixdown vol. 3                          | - Vydáno: 6. listopadu 2020  | —                  |
| Paulie Garand                  | Monology EP                             | - Vydáno: 18. prosince 2020  | TNKD044 TNKDVNL027 |
| Idea                           | O beatech a lidech                      | - Vydáno: 12. března 2021    | TNKDVNL026         |
| Idea                           | O beatech a lidech instrumental         | - Vydáno: 9. dubna 2021      | TNKDVNL028         |
| Martin Matys                   | Neosoul EP                              | - Vydáno: 21. dubna 2021     | TNKD045            |
| Prezident Lourajder            | Opus                                    | - Vydáno: 12. května 2021    | TNKVNL029          |
| TrashBoySony                   | Dasty                                   | - Vydáno: 9. prosince 2021   | TNKDVNL032         |
| René Gát a Roman Dick          | Pár listov z roku 2009                  | - Vydáno: 27. prosince 2021  | TNKDVNL033         |
| Idea, TrashBoySony, Strýc Nory | Idea, TrashBoySony, Strýc Nory EP       | - Vydáno: 21. ledna 2022     | TNKDVNL034         |
| IF (Idea, DJ Fatte)            | Stop Play repress                       | - Vydáno: 24. ledna 2022     | TNKDVNL035         |
| Idea                           | Piedestal EP                            | - Vydáno: 17. února 2022     | TNKDVNL036         |
| Boy Wonder                     | Jeseň 2015: Človek z planéty zem        | - Vydáno: 11. února 2022     | TNKD046 TNKDVNL037 |
| DJ Fatte & Johnny Boss         | Reflex                                  | - Vydáno: 22. dubna 2022     | TNKDVNL038         |
| Josef Baierl                   | Akvárium EP                             | - Vydáno: 23. září 2022      | —                  |
| Paulie Garand                  | Amonit                                  | - Vydáno: 17. října 2022     | —                  |
| Rest & DJ Wich                 | Tlak                                    | - Vydáno: 25. listopadu 2022 | —                  |